# ピーテル・ヤンスゾーン・サーンレダム

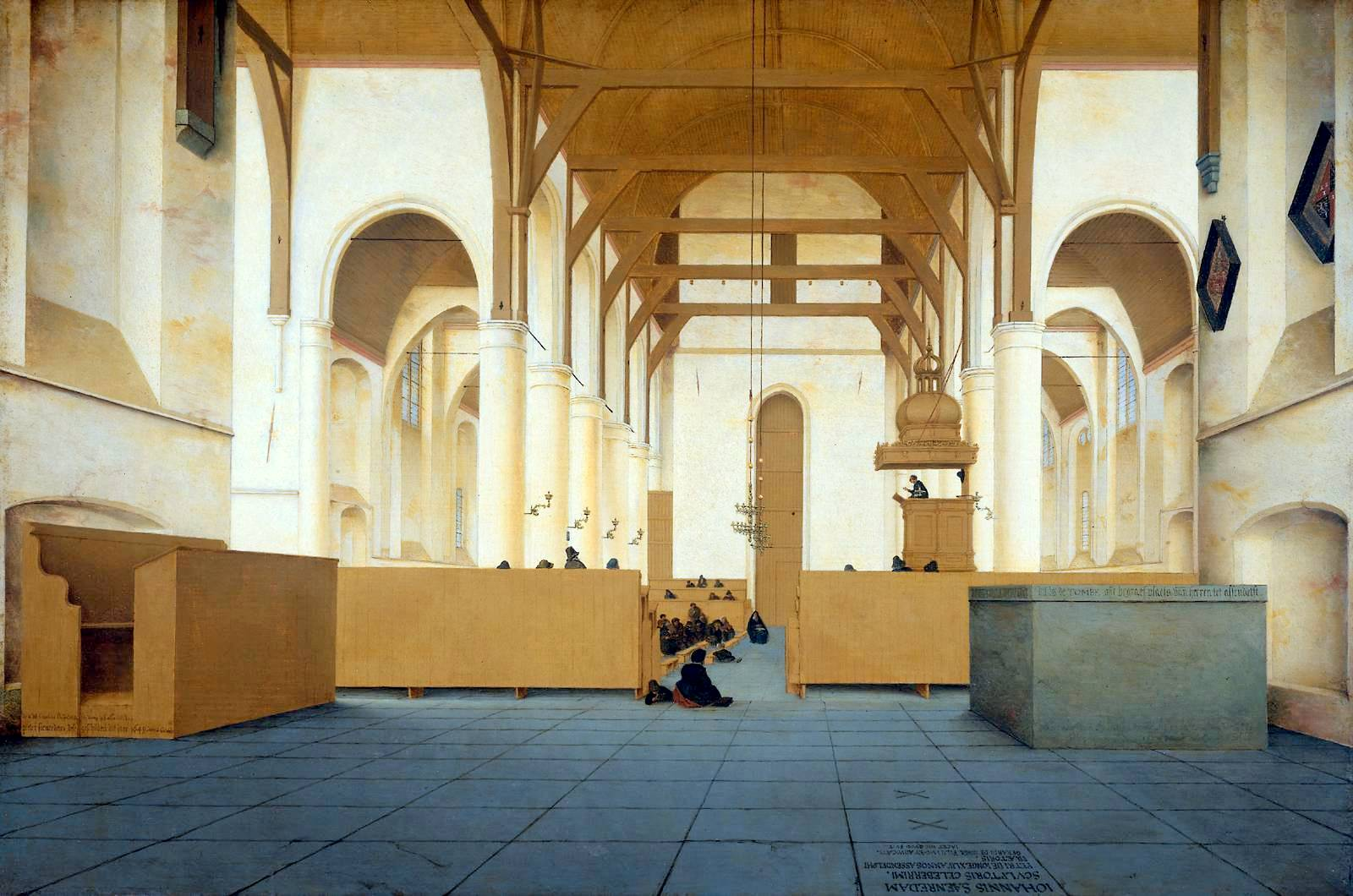
『アッセンデルフトの聖オドゥルフス教会の内部』（1649年）
アムステルダム国立美術館蔵

ピーテル・ヤンスゾーン・サーンレダム（Pieter Jansz. Saenredam, 1597年6月9日 - 1665年5月31日に埋葬）は、オランダの画家。教会の内部を描いた作品で知られている。

## 生涯
サーンレダムはアッセンデルフトで生まれた。父親は北方マニエリスムの版画家ヤン・サーンレダムである。父親は1607年に亡くなったが、生前オランダ東インド会社に投資するなどしていたため、家族に遺産を残していた。1612年にハールレムに移り、その後10年ほどフランス・デ・グラバーの弟子となる。サーンレダムは死ぬまでハールレムに住んだが、オランダ国内を旅して色々な都市で絵を描いた。1623年にはハールレムの聖ルカ組合のメンバーとなる。その3年後にはハールレムの歴史を記した本の挿絵を依頼され、そこで初めてハールレムのシント・バフォ聖堂の内部を描いた。サーンレダムの油彩画は50程残っているが、そのうちの半分はシント・バフォ聖堂とユトレヒトの教会堂を描いたものである。他には150程の素描が残されている。
サーンレダムはそのキャリアの初めから、建築を描く事に集中していた。彼は教会の内部を描くという新しい絵画のジャンルを確立したと言える。また、建築家のヤーコブ・ファン・カンペンからも影響を受けていると思われる。

## 作品

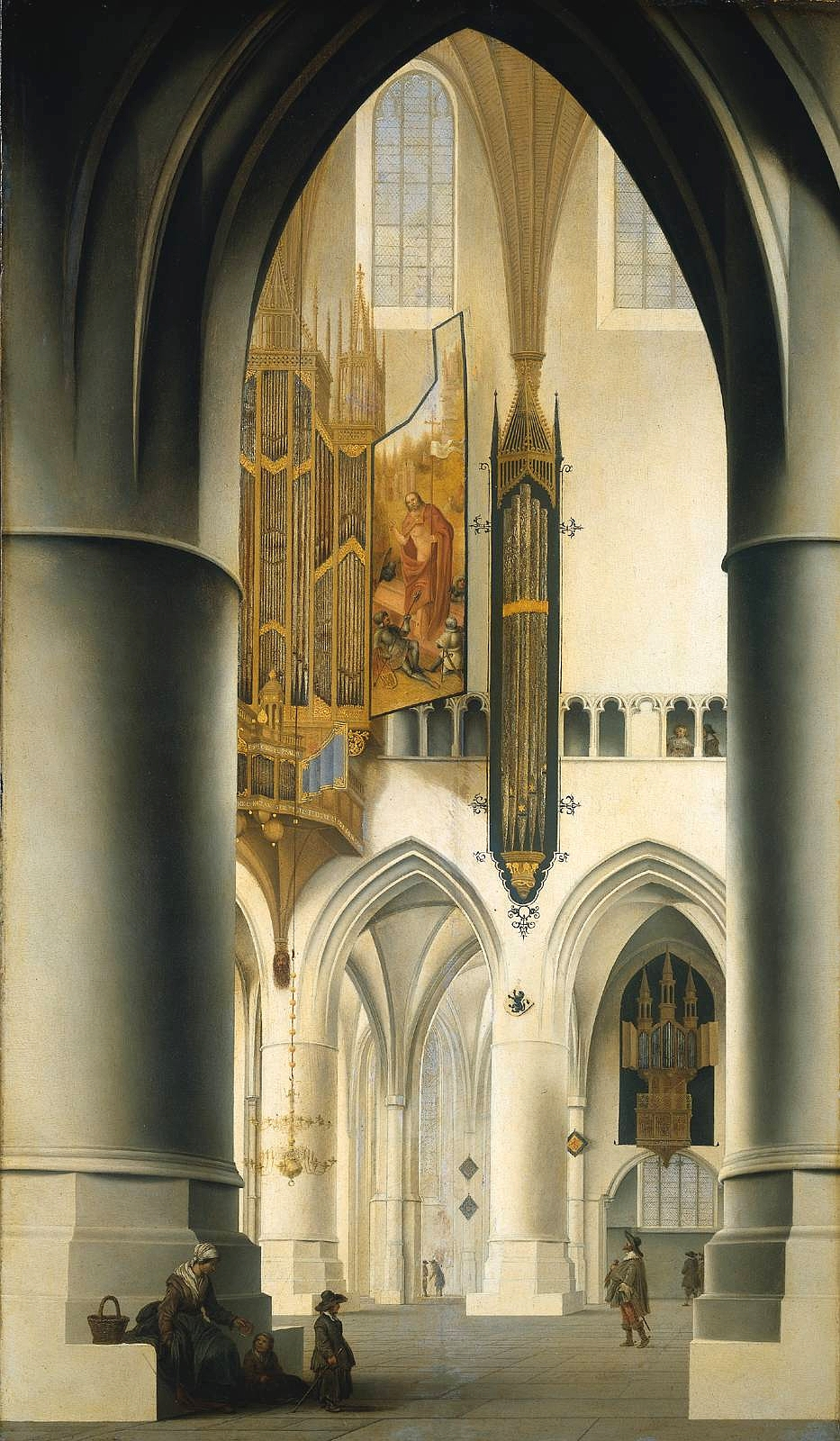
『ハールレムのシント・バフォ聖堂の内部』（1636年） フランス・ハルス美術館蔵
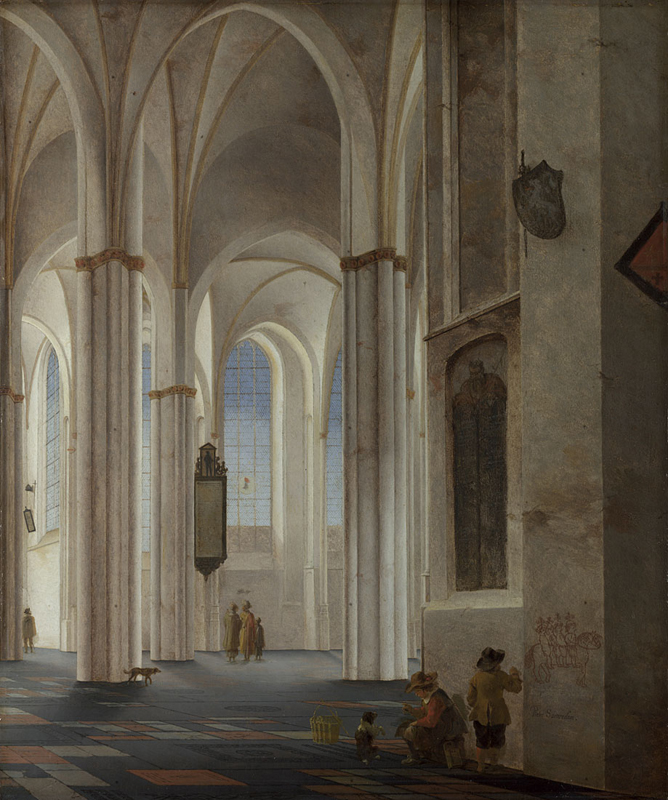
『ユトレヒトのビュールケルク内部』 (1644年) ナショナル・ギャラリー (ロンドン) 蔵
Cathedral of Saint John at 's-Hertogenbosch
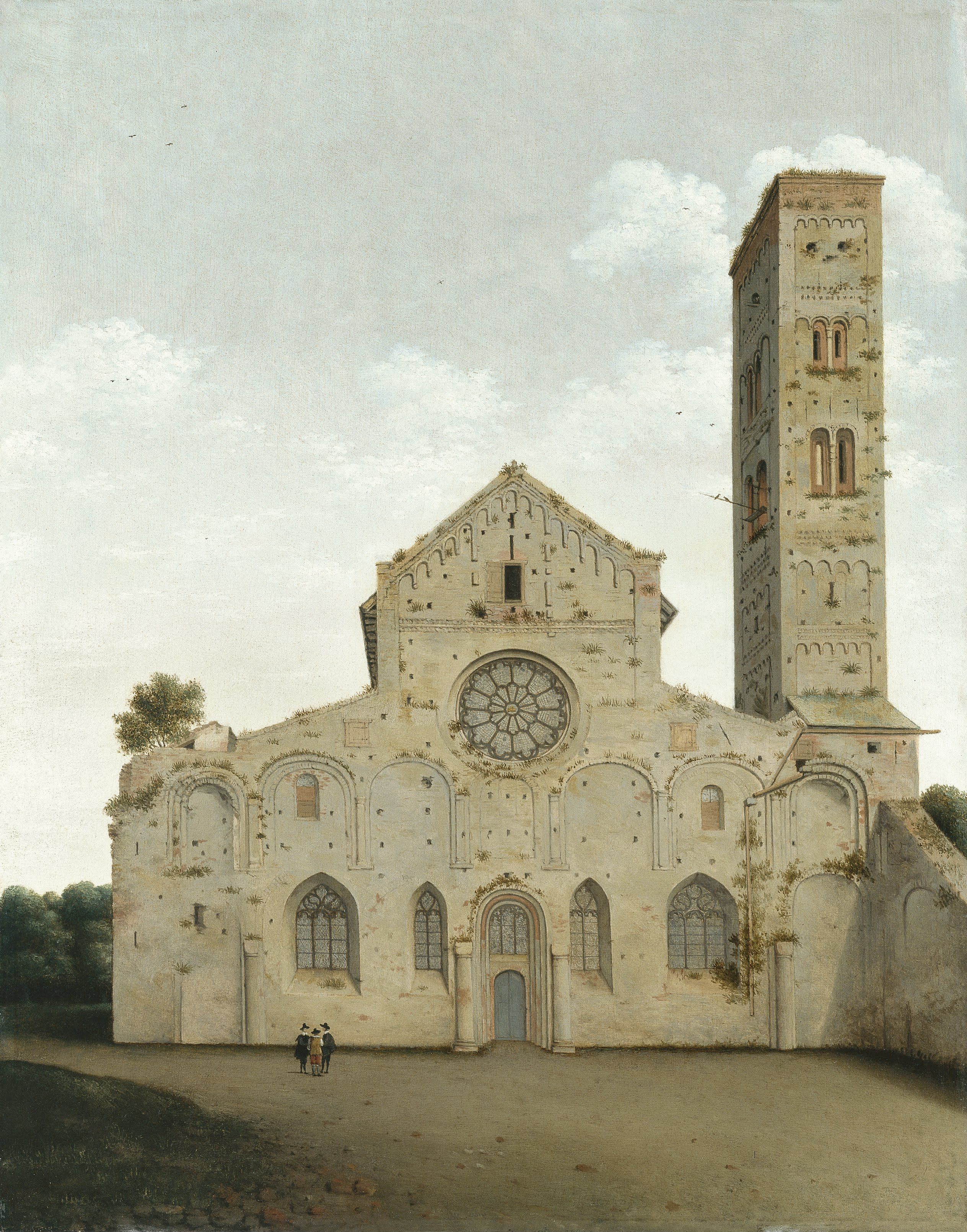
The West Façade of the Church of Saint Mary in Utrecht
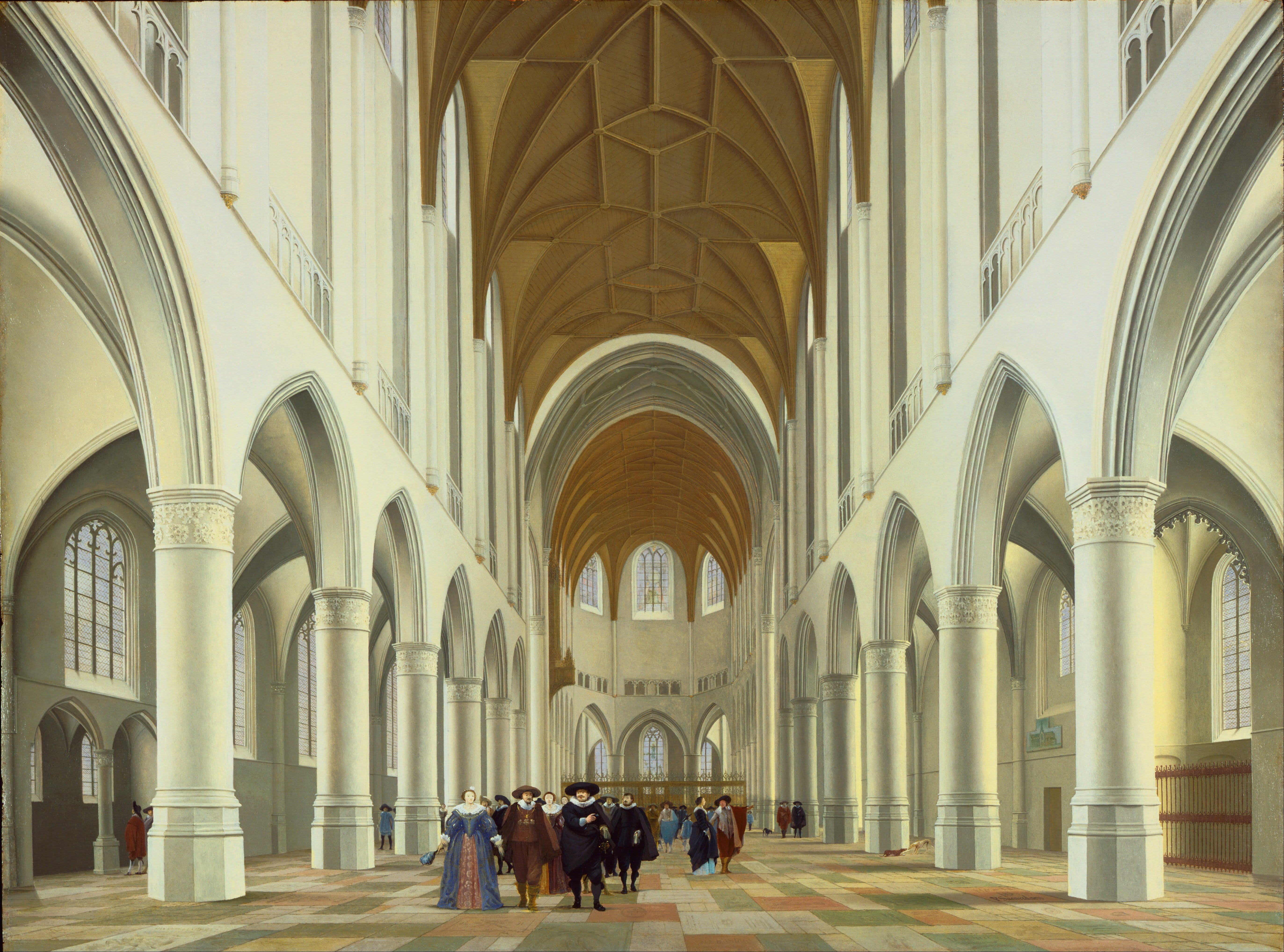
Interior of Saint Bavo, Haarlem フィラデルフィア美術館蔵
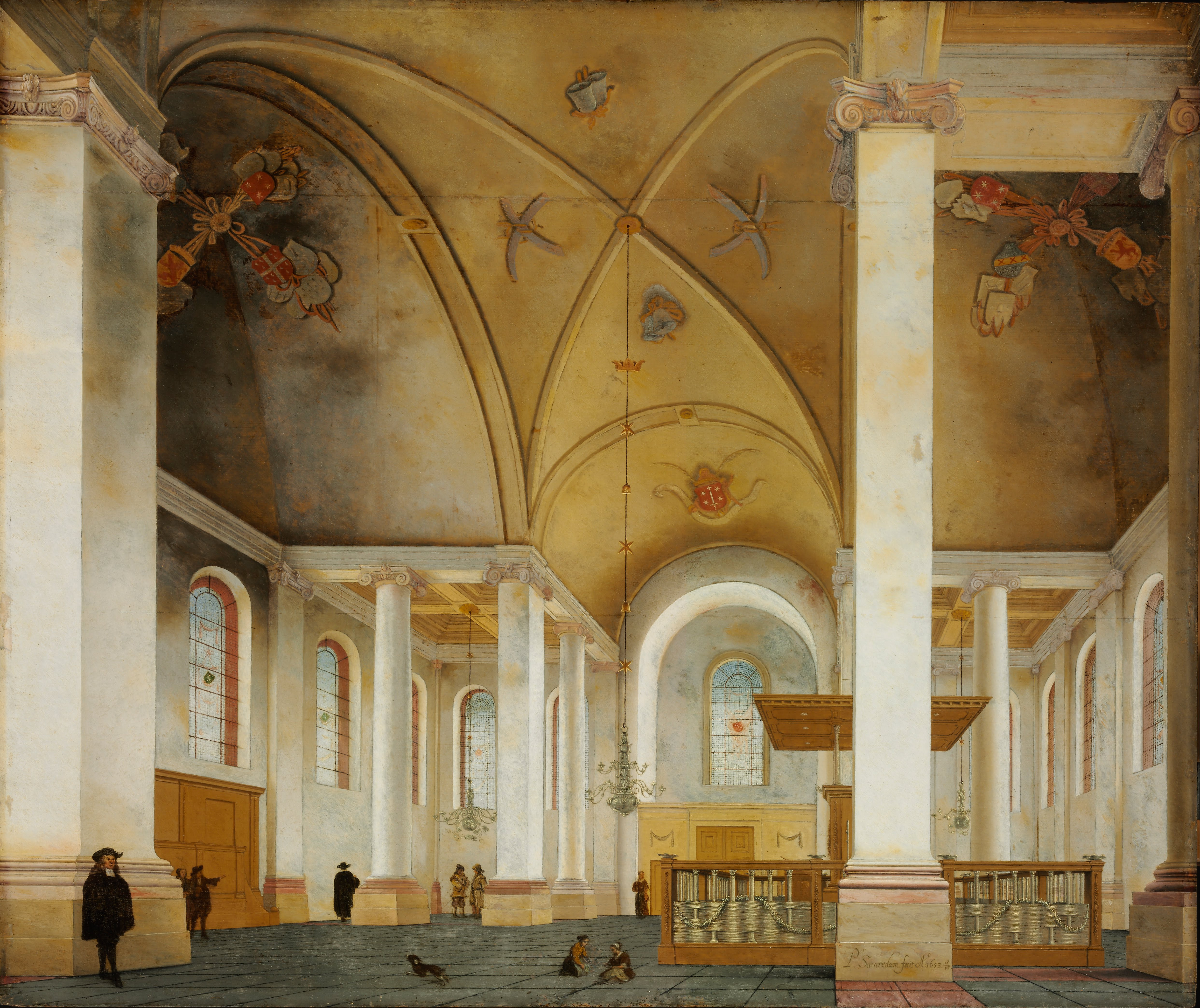
The Nieuwe Kerk in Haarlem ブダペスト美術館蔵
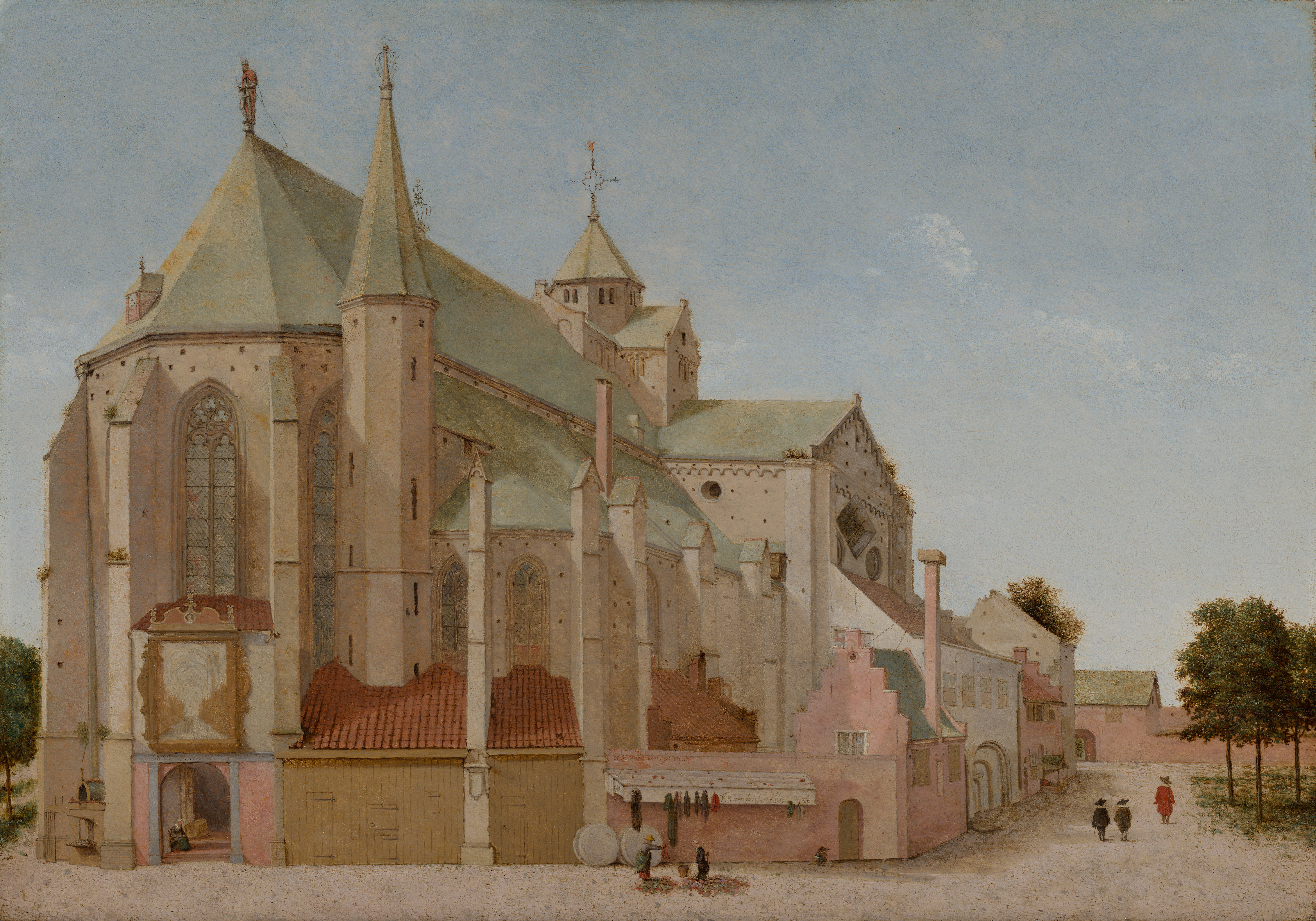
The Mariaplaats with the Mariakerk in Utrecht マウリッツハイス美術館蔵

## 参照
1. ↑  Pieter Jansz. Saenredam
2. ↑  Pieter Jansz. Saenredam entry in the w:RKD
3. ↑   Pieter Jansz. Saenredam

### 日本語文献
- 持田季未子 『一七世紀の光　オランダ建築画の巨匠サーンレダム』岩波書店、2009年。日本語文献での初の評伝